# Кыллах
Кылла́х (якут. Кыыллаах) — село в Олёкминском районе Республики Саха (Якутия) России. Административный центр Кыллахского наслега.

## География
Село находится в юго-западной части Якутии, на острове Кыллах (расположен посреди реки Лена), на расстоянии примерно 29 км (по прямой) к юго-западу от города Олёкминск, административного центра района. Абсолютная высота — 137 м над уровнем моря.
Климат
Климат характеризуется как резко континентальный. Средняя температура воздуха самого тёплого месяца (июля) составляет 18 °C; самого холодного (января) — −30 − −35 °C. Среднегодовое количество атмосферных осадков составляет 200—300 мм.
Часовой пояс
Село Кыллах находится в часовой зоне МСК+6. Смещение применяемого времени относительно UTC составляет +9:00.

## История
Согласно Закону Республики Саха (Якутия) от 30 ноября 2004 года N 173-З N 353-III село возглавило образованное муниципальное образование Кыллахский наслег.

## Население
| 1989 | 2002 | 2010 | 2021 |
| ---- | ---- | ---- | ---- |
| 1000 | ↘960 | ↘954 | ↘235 |

Гендерный состав
По данным Всероссийской переписи населения 2010 года, в гендерной структуре населения мужчины составляли 50,3 %, женщины — соответственно 49,7 %.
Национальный состав
Согласно результатам переписи 2002 года, в национальной структуре населения якуты составляли 72 %.

## Улицы
| - ул. Клубная, - ул. Майская, - ул. Молодёжная, - ул. Набережная, | - ул. Нагорная, - пер. Нагорный 1-й, - пер. Озёрный, - пер. Озёрный 1-й, | - ул. Советская, - ул. Хорлинская, - пер. Хорлинский, - ул. Центральная. |